# Scatogenus mulleri
Scatogenus mulleri là một loài bọ cánh cứng trong họ Cerambycidae.